# 胡嗣瑗
參數所指定的目標頁面不存在，建議更正成存在頁面或直接建立下列一個頁面（建立前請先搜尋是否有合適的存在頁面可以取代）：
- 胡嗣瑗 (道光進士)

胡嗣瑗（1869年8月21日—1949年）字晴初，亦字琴初，又字愔仲，别号自玉。貴州省貴陽府開州人。清朝、中华民国、满洲国政治人物。

## 生平
胡嗣瑗的先祖来自广东顺德。胡嗣瑗生于清朝同治八年。光绪二十九年（1903年），胡嗣瑗中进士，同年闰五月，改翰林院庶吉士。授翰林院编修。此后为候补道，任天津北洋法政学堂总办，并曾任直隶总督陈夔龙的幕僚。
中华民国初年，冯国璋任直隶都督时，胡嗣瑗任都督公署秘书长。此后，冯国璋转任江苏都督，他继续在冯国璋手下任职。民国四年（1915年），他任江苏金陵道道尹。冯国璋任江苏将军时，他曾任将军府谘议厅厅长，作为首席幕僚代行政务。民国六年（1917年），参加张勋复辟，任内阁阁丞。后来，被冯国璋免职，此后在杭州西湖建立了五峰草堂开始隐居。
民国十一年（1922年）11月25日，溥仪传旨赏胡嗣瑗在紫禁城内骑马。民国十四年（1925年）3月8日，溥仪于天津张园成立了行在办事处，郑孝胥和胡嗣瑗负责管理总务处。胡嗣瑗还出任清室驻天津办事处顾问，负责行在的日常事务。后来胡嗣瑗随溥仪从天津潜赴中国东北。民国二十一年（1932年）3月初，溥仪在板垣征四郎的压力下同意任满洲国执政。溥仪希望陈宝琛任执政府府中令，但没有成功。当时胡嗣瑗和宝熙均想获得该职，宝熙最终获得执政府府中令一职。胡嗣瑗则获任执政府秘书处长。两年后，满洲国实行帝制，执政府改为宫内府，胡嗣瑗和宝熙又都想获得宫内府大臣一职。不久二人都未能如愿，而是皆被任命为参议府参议。 
胡嗣瑗擅长书画。1946年，徐操、王雪涛等人合作书画扇面，内钤胡嗣瑗的印。
1949年病逝。

## 著作
- 《直廬日記》、现代版《胡嗣瑗日记》。